# Gail Palmer
Gail Palmer (St. Clair, 4 aprile 1955) è una regista, attrice e produttrice cinematografica statunitense.

## Biografia
Gail Palmer-Slater fu una delle poche registe donne a lavorare nel mondo del porno negli anni settanta e ottanta, nella cosiddetta "Golden Age of Porn" statunitense.
Tra i suoi film più celebri si annoverano Hot Summer in the City (1976) con Lisa Baker nel ruolo di una ragazza bianca che viene rapita e violentata da un gruppo di afroamericani, le commedie porno Le avventure erotiche di Candy (1978) con John Holmes e Carol Connors e Candy la super viziosa (1979) con Carol Connors e la cantante punk rock Wendy O. Williams.
Apparve senza veli sulla rivista Playboy nel settembre 1977 in qualità di Michigan State Girl, fu menzionata nel numero del febbraio 1979 di Playboy nella rubrica "The Year in Sex", e in un articolo della rivista erotica Swank del giugno 1980. Inoltre, alla fine degli anni settanta, fu membro di un gruppo rock chiamato Foreplay. La sua autobiografia, Candy Goes to Hollywood: the Gail Palmer Story, è stata pubblicata nel 1994.
Dopo la separazione dal compagno di lunga data Harry Mohney, Gail tornò in Michigan, dove conobbe il dott. Charles Slater, all'epoca oftalmologo dei Detroit Red Wings. La coppia si sposò nel 1988.
Dopo una visita a casa del giornalista e scrittore Hunter S. Thompson nel 1990, lo accusò di molestie sessuali; le accuse furono poi archiviate.
Nel libro The Book of Vice del 2007, lo scrittore Peter Sagal scrisse di essere stato assunto come ghost writer per Gail Palmer, di averla intervistata e dopo alcune ricerche, di avere scoperto che la donna non aveva veramente diretto i film a lei attribuiti, che invece sarebbero stati diretti dal suo fidanzato dell'epoca, il produttore di film porno Harry Mohney, al quale la Palmer aveva fatto causa nel 1984 per averla esclusa dai profitti del loro film.
Nel libro When Elvis Meets the Dalai Lama del 2006, l'autore Murray Silver affermò di essere stato il ghost writer dell'autobiografia della Palmer.

## Filmografia
Regista
- Shape-Up for Sensational Sex (Video) (1985)
- The Best of Gail Palmer (1981)
- Pornofantasie di un superdotato (Prisoner of Paradise) (1980)
- Candy la super viziosa (Candy Goes to Hollywood) (1979)
- Le avventure erotiche di Candy (Erotic Adventures of Candy) (1978)
- Hot Summer in the City (1976)  (accreditata come "The Hare")

Attrice
- Shape-Up for Sensational Sex (Video) (1985)
- Pornofantasie di un superdotato (Prisoner of Paradise) (1980)
- Candy la super viziosa (Candy Goes to Hollywood) (1979)
- Le avventure erotiche di Candy (Erotic Adventures of Candy) (1978)

## Opere letterarie
- Candy Goes to Hollywood: the Gail Palmer Story (1994)